# Ali Bouabé
Ali Bouabé est un footballeur international marocain né le 7 mars 1979 à Kénitra au Maroc. Il évolue au poste de défenseur central.

## Biographie
Ali Bouabé joue notamment en faveur des FAR de Rabat et du club belge du KSC Lokeren.
Il dispute 40 matchs en 1re division belge, inscrivant un but.
Ali Bouabé reçoit plusieurs sélections en équipe du Maroc entre 2001 et 2003.
Il est maintenant coach au kmv(kénitra ma ville).

## Carrière
- 1998-2000 : KAC de Kénitra  Maroc
- 2000-2006 : FAR de Rabat  Maroc
- 2006-2009 : KSC Lokeren  Belgique
- 2009- : FUS de Rabat  Maroc[1],[2]

| Caps | Date       | Match              | Lieu     | Score | Compétition |
| 1    | 14/10/2001 | Mali - Maroc       | Bamako   | 2 - 1 | Tournoi     |
| 2    | 27/03/2002 | Costa Rica - Maroc | San José | 0 - 1 | Amical      |
| 3    | 03/10/2002 | Maroc - Niger      | Rabat    | 6 - 1 | Amical      |
| ---- | ---------- | ------------------ | -------- | ----- | ----------- |

## Palmarès
- Vainqueur de la Coupe de la CAF en 2005 avec les FAR de Rabat
- Champion du Maroc en 2005 avec les FAR de Rabat
- Vainqueur de la Coupe du Trône en 2003 et 2004 avec les FAR de Rabat